# Tricoryhyphes condylus
Tricoryhyphes condylus är en dagsländeart som först beskrevs av Allen 1967.  Tricoryhyphes condylus ingår i släktet Tricoryhyphes och familjen Leptohyphidae. Inga underarter finns listade i Catalogue of Life.